# 노랑반점바위너구리
노랑반점바위너구리(Heterohyrax brucei)는 바위너구리과에 속하는 포유류의 일종이다.

## 분포 및 서식지

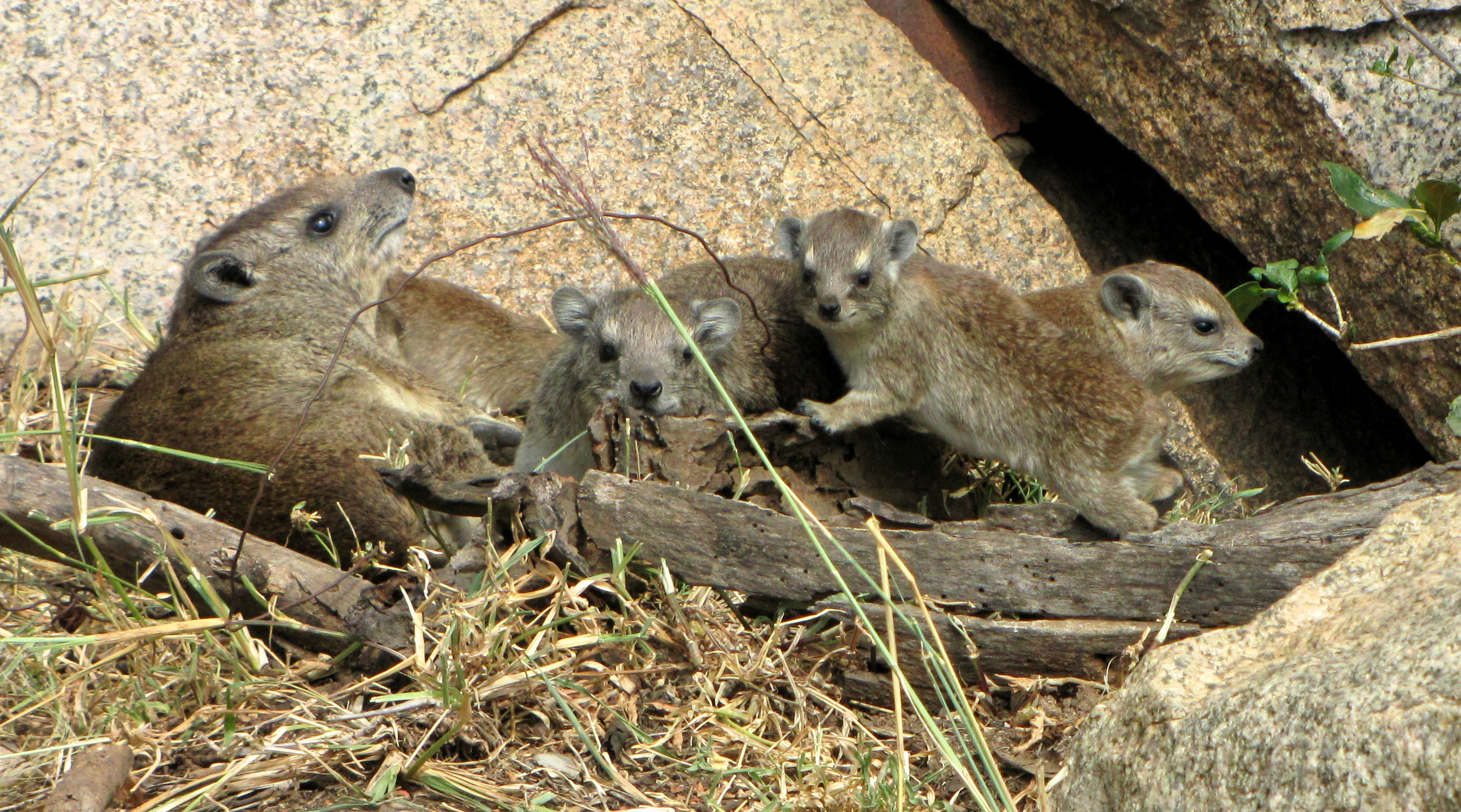
탄자니아 세렌게티 동물원의 노랑반점바위너구리 가족

앙골라, 보츠와나, 부룬디, 콩고민주공화국, 이집트 남부, 에리트레아, 에티오피아, 케냐, 말라위, 모잠비크, 르완다, 소말리아, 남아프리카공화국 북부, 수단, 탄자니아, 우간다, 잠비아 그리고 짐바브웨에서 발견된다.
바위너구리와는 달리, 아프리카 바깥에서는 발견되지 않는다. 지연 서식지는 건조한 사바나 지역과 암석 지대이다.
현재, 노랑반점바위너구리속(Heterohyrax)의 유일종이다. 그러나 25종의 아종이 있다.
작은 풀과 초본 식물, 잎, 과일, 곤충, 도마배므 새알 등을 먹는다.

## 아종
25종의 아종을 포함하고 있다.
| - H. b. albipes - H. b. antineae - H. b. bakeri - H. b. bocagei - H. b. brucei (모식종) - H. b. chapini - H. b. dieseneri - H. b. frommi - H. b. granti | - H. b. hindei - H. b. hoogstraali - H. b. kempi - H. b. lademanni - H. b. manningi - H. b. mossambicus - H. b. muenzneri - H. b. princeps - H. b. prittwitzi | - H. b. pumilus - H. b. ruddi - H. b. rudolfi - H. b. somalicus - H. b. ssongeae - H. b. thomasi - H. b. victorianjansae |